# Mary Al-Atrash
Mary Al-Atrash, född 27 juni 1994, är en palestinsk simmare.
Al-Atrash tävlade för Palestina vid olympiska sommarspelen 2016 i Rio de Janeiro, där hon blev utslagen i försöksheatet på 50 meter frisim.